# Харлинџен (Тексас)
Харлинџен (енгл. Harlingen) град је у америчкој савезној држави Тексас. По попису становништва из 2010. у њему је живело 64.849 становника.

## Демографија
Према попису становништва из 2010. у граду је живело 64.849 становника, што је 7.285 (12,7%) становника више него 2000. године.
| Група             | 2000.          | 2010.          |
| Белци             | 14.410 (25,0%) | 11.681 (18,0%) |
| Афроамериканци    | 528 (0,9%)     | 632 (1,0%)     |
| Азијати           | 506 (0,9%)     | 852 (1,3%)     |
| Хиспаноамериканци | 41.881 (72,8%) | 51.581 (79,5%) |
| Укупно            | 57.564         | 64.849         |